# Clostridium sordellii
Il Clostridium sordellii è una specie di batterio appartenente alla famiglia delle Clostridiaceae.